# Шарифи, Махмаднаим Махмадкаримзаде
Махмаднаим «Наим» Махмадкаримзаде Шарифи (род. 3 июня 1992, Душанбе, Таджикистан) — российский футболист, защитник австрийского клуба «Маркт Альхау». Выступал за молодёжную сборную России.

## Биография
Когда Шарифи было 4 года, его семья переехала в Россию, где он позже стал заниматься футболом в московском «Локомотиве». В середине сезона 2008 начал привлекаться к занятиям с основным составом. 13 марта 2009 дебютировал в первенстве дублёров в матче с «Химками», выйдя на замену вместо Юрия Куликова. 12 апреля попал в заявку на матч основного состава с ЦСКА, но на поле так и не появился. Всего в том сезоне на поле провёл 22 игры за дублирующий состав. В 2009 году Шарифи стал играть за молодёжную команду клуба. В этом же году получил приглашение в олимпийскую сборную Таджикистана, однако отказался. Всего за 2 года сыграл 28 матчей за молодёжную команду.
В начале 2010 года желание заполучить Шарифи выразил австрийский клуб «Капфенберг», который не мог купить его до лета так как игрок не достиг 18 лет. В клубе Шарифи взял 31 номер. 17 июля дебютировал в австрийской Бундеслиге в матче с «Ред Булл Зальцбург». В августе из-за отъезда в сборную на некоторое время попал на скамейку запасных. 10 апреля 2011 года в матче с «Аустрией» сделал две голевые передачи. Через 9 дней в матче Кубка Австрии помог команде победить, ассистировав партнеру, который забил победный гол. Сезон 2011/12 начал уже твердым игроком основного состава всего проведя за сезон 20 игр. В июле 2012 года расторг контракт, так как клуб вылетел из Бундеслиги.
5 сентября 2012 года подписал контракт с клубом «Амкар». Дебютировал в товарищеском матче против «Рубина» 10 сентября, отыграв весь второй тайм.
8 июля 2013 года заключил двухлетний контракт с австрийским клубом «Капфенберг». 27 мая 2014 года перешёл в «Штурм» из Граца. 11 июля дебютировал в новой команде в матче с «Швацем» в Кубке Австрии и сделал голевую передачу. В матче 2 тура получил травму колена, после которой следующий официальный матч провел в 34 туре против «Ред Булл» Зальцбург.
5 сентября 2016 года заключил краткосрочный контракт с австрийским клубом «Капфенберг».
10 июля 2017 года заключил контракт с воронежским «Факелом».

## Статистика
| Клуб       | Сезон   | Лига  | Лига | Кубки | Кубки | Европа | Европа | Всего | Всего |
| Клуб       | Сезон   | Матчи | Голы | Матчи | Голы  | Матчи  | Голы   | Матчи | Голы  |
| ---------- | ------- | ----- | ---- | ----- | ----- | ------ | ------ | ----- | ----- |
| Капфенберг | 2010/11 | 12    | 0    | 3     | 0     | 0      | 0      | 15    | 0     |
| Капфенберг | 2011/12 | 20    | 0    | 2     | 0     | 0      | 0      | 22    | 0     |
| Амкар      | 2012/13 | 2     | 0    | 1     | 0     | 0      | 0      | 3     | 0     |
| Капфенберг | 2013/14 | 30    | 3    | 2     | 0     | 0      | 0      | 32    | 3     |
| Штурм      | 2014/15 | 3     | 0    | 1     | 0     | 0      | 0      | 4     | 0     |
| Штурм      | 2015/16 | 0     | 0    | 0     | 0     | 0      | 0      | 0     | 0     |